# Hagelloch
Hagelloch is een plaats in de Duitse gemeente Tübingen, deelstaat Baden-Württemberg, en telt 1744 inwoners (2007).